# Helius (geslacht)
Helius is een geslacht van tweevleugeligen uit de familie steltmuggen (Limoniidae).

## Soorten
Deze lijst van 224 stuks is mogelijk niet compleet.

### OndergeslachtEurhamphidia
- H. (Eurhamphidia) abnormalis (Brunetti, 1918)
- H. (Eurhamphidia) ata Alexander, 1931
- H. (Eurhamphidia) atroapicalis Alexander, 1978
- H. (Eurhamphidia) auranticolor Alexander, 1936
- H. (Eurhamphidia) connectus Edwards, 1928
- H. (Eurhamphidia) diacanthus Alexander, 1931
- H. (Eurhamphidia) fuscofemoratus Alexander, 1931
- H. (Eurhamphidia) glabristylatus Alexander, 1931
- H. (Eurhamphidia) indivisus Alexander, 1931
- H. (Eurhamphidia) inelegans (Alexander, 1928)
- H. (Eurhamphidia) invenustipes (Alexander, 1930)
- H. (Eurhamphidia) melanosoma Alexander, 1936
- H. (Eurhamphidia) mimicans Edwards, 1933
- H. (Eurhamphidia) mirus Edwards, 1926
- H. (Eurhamphidia) monticola (Edwards, 1919)
- H. (Eurhamphidia) mouensis Alexander, 1948
- H. (Eurhamphidia) nigrofemoratus (Alexander, 1930)
- H. (Eurhamphidia) niveitarsis (Skuse, 1890)
- H. (Eurhamphidia) pallens Edwards, 1933
- H. (Eurhamphidia) perelegans Alexander, 1930
- H. (Eurhamphidia) perlongatus Alexander, 1978
- H. (Eurhamphidia) scabiosus Alexander, 1932
- H. (Eurhamphidia) vitiensis Alexander, 1956

### OndergeslachtHelius
- H. (Helius) acanthostyla Alexander, 1944
- H. (Helius) aciferus Alexander, 1937
- H. (Helius) aka Alexander, 1972
- H. (Helius) albitarsis (Osten Sacken, 1888)
- H. (Helius) albogeniculatus Alexander, 1936
- H. (Helius) amplus Edwards, 1933
- H. (Helius) anaemicus Alexander, 1932
- H. (Helius) anamalaiensis Alexander, 1967
- H. (Helius) angustalbus Alexander, 1953
- H. (Helius) aphrophilus Alexander, 1948
- H. (Helius) apicalis (Alexander, 1915)
- H. (Helius) apoensis Alexander, 1931
- H. (Helius) apophysalis Alexander, 1967
- H. (Helius) araucariae Alexander, 1945
- H. (Helius) arcuarius Alexander, 1929
- H. (Helius) argyrosternus Alexander, 1930
- H. (Helius) arunachalus Alexander, 1975
- H. (Helius) attenuatus Alexander, 1929
- H. (Helius) barbatus Edwards, 1921
- H. (Helius) bicolor Edwards, 1933
- H. (Helius) bifurcus Alexander, 1956
- H. (Helius) bitergatus Alexander, 1950
- H. (Helius) boops Alexander, 1942
- H. (Helius) brachyphallus Alexander, 1956
- H. (Helius) brevioricornis (Alexander, 1920)
- H. (Helius) brevisector Alexander, 1956
- H. (Helius) brunneus Byers, 1981
- H. (Helius) cacoxenus (Alexander, 1920)
- H. (Helius) calviensis Edwards, 1928
- H. (Helius) capensis (Alexander, 1917)
- H. (Helius) capniopterus Alexander, 1945
- H. (Helius) catreus Alexander, 1967
- H. (Helius) cavernicolus Alexander, 1961
- H. (Helius) communis (Skuse, 1890)
- H. (Helius) comoreanus Alexander, 1959
- H. (Helius) compactus Alexander, 1967
- H. (Helius) copiosus Alexander, 1935
- H. (Helius) corniger Savchenko, 1983
- H. (Helius) costofimbriatus Alexander, 1930
- H. (Helius) costosetosus Alexander, 1932
- H. (Helius) creper Alexander, 1926
- H. (Helius) ctenonycha Alexander, 1938
- H. (Helius) chikurinensis Alexander, 1930
- H. (Helius) chintoo Theischinger, 1994
- H. (Helius) dafla Alexander, 1972
- H. (Helius) darlingtonae Welch and Gelhaus, 1994
- H. (Helius) destitutus Alexander, 1971
- H. (Helius) devinctus Alexander, 1932
- H. (Helius) distinervis Alexander, 1940
- H. (Helius) dolichorhynchus Edwards, 1933
- H. (Helius) eremnophallus Alexander, 1978
- H. (Helius) euryphallus Alexander, 1960
- H. (Helius) fasciventris Edwards, 1926
- H. (Helius) ferruginosus (Brunetti, 1912)
- H. (Helius) flavidibasis Alexander, 1975
- H. (Helius) flavipes (Macquart, 1855)
- H. (Helius) flavitarsis (Alexander, 1920)
- H. (Helius) fragosus Alexander, 1937
- H. (Helius) franckianus Alexander, 1940
- H. (Helius) fratellus (Brunetti, 1918)
- H. (Helius) fulvithorax (Skuse, 1890)
- H. (Helius) fumicosta Edwards, 1928
- H. (Helius) fuscoangustus Alexander, 1967
- H. (Helius) garcianus Alexander, 1972
- H. (Helius) gibbifer Savchenko, 1981
- H. (Helius) gorokanus Alexander, 1962
- H. (Helius) gracillimus Alexander, 1938
- H. (Helius) graphipterus Alexander, 1954
- H. (Helius) haemorrhoidalis Alexander, 1937
- H. (Helius) harrisi (Alexander, 1923)
- H. (Helius) hatschbachi Alexander, 1954
- H. (Helius) hispanicus Lackschewitz, 1928
- H. (Helius) hova Alexander, 1955
- H. (Helius) impensus Alexander, 1967
- H. (Helius) imperfectus (Alexander, 1920)
- H. (Helius) inconspicuus (Brunetti, 1912)
- H. (Helius) ineptus Alexander, 1938
- H. (Helius) infirmus Alexander, 1932
- H. (Helius) invariegatus Alexander, 1938
- H. (Helius) iris (Alexander, 1920)
- H. (Helius) kambangani (de Meijere, 1913)
- H. (Helius) kambanganoides Alexander, 1931
- H. (Helius) larotypa Alexander, 1926
- H. (Helius) lectus Alexander, 1936
- H. (Helius) leucoplaca Alexander, 1936
- H. (Helius) lienpingensis Alexander, 1945
- H. (Helius) liguliferus Alexander, 1978
- H. (Helius) liliputanus Alexander, 1929
- H. (Helius) lobuliferus Alexander, 1938
- H. (Helius) longinervis Edwards, 1928
- H. (Helius) longirostris (Meigen, 1818)
- H. (Helius) luachimoensis Alexander, 1963
- H. (Helius) luniger (Riedel, 1914)

- H. (Helius) mainensis (Alexander, 1916)
- H. (Helius) malagasicus Alexander, 1955
- H. (Helius) manueli Alexander, 1972
- H. (Helius) medleri Alexander, 1976
- H. (Helius) melanophallus Alexander, 1938
- H. (Helius) mesorhynchus Alexander, 1933
- H. (Helius) micracanthus Alexander, 1945
- H. (Helius) mirabilis (Alexander, 1914)
- H. (Helius) mirandus (Alexander, 1921)
- H. (Helius) morosus (Alexander, 1920)
- H. (Helius) multivolus Alexander, 1945
- H. (Helius) murreensis Alexander, 1960
- H. (Helius) myersiellus Alexander, 1935
- H. (Helius) nawaianus Alexander, 1929
- H. (Helius) neocaledonicus Alexander, 1945
- H. (Helius) nigricapella Alexander, 1938
- H. (Helius) nigriceps (Edwards, 1916)
- H. (Helius) nipponensis (Alexander, 1913)
- H. (Helius) numenius Alexander, 1967
- H. (Helius) obliteratus (Alexander, 1920)
- H. (Helius) obsoletus (Alexander, 1920)
- H. (Helius) oxystylus Alexander, 1967
- H. (Helius) pallidipes Alexander, 1926
- H. (Helius) pallidissimus Alexander, 1930
- H. (Helius) pallirostris Edwards, 1921
- H. (Helius) panamensis Alexander, 1934
- H. (Helius) paramorosus Alexander, 1949
- H. (Helius) parvidens Alexander, 1944
- H. (Helius) patens Edwards, 1933
- H. (Helius) pauperculus (Alexander, 1921)
- H. (Helius) pavoninus Alexander, 1938
- H. (Helius) perflavens Alexander, 1964
- H. (Helius) perpallidus Alexander, 1942
- H. (Helius) pervenustus Alexander, 1953
- H. (Helius) phasmatis Alexander, 1945
- H. (Helius) pictus Edwards, 1926
- H. (Helius) plebeius Alexander, 1946
- H. (Helius) pluto Alexander, 1932
- H. (Helius) polionotus Alexander, 1938
- H. (Helius) procerus Alexander, 1931
- H. (Helius) productellus Alexander, 1944
- H. (Helius) protumidus Alexander, 1978
- H. (Helius) quadrifidus Alexander, 1926
- H. (Helius) quadrivena Alexander, 1971
- H. (Helius) rectispinus Alexander, 1947
- H. (Helius) rectus Alexander, 1945
- H. (Helius) regius Alexander, 1944
- H. (Helius) rostratus Alexander, 1956
- H. (Helius) rubicundus (Alexander, 1922)
- H. (Helius) rufescens (Edwards, 1916)
- H. (Helius) rufithorax Alexander, 1928
- H. (Helius) sanguinolentus (Alexander, 1921)
- H. (Helius) schildi Alexander, 1945
- H. (Helius) selectus Alexander, 1936
- H. (Helius) serenus Alexander, 1967
- H. (Helius) setigerus Alexander, 1980
- H. (Helius) sigillatus Alexander, 1964
- H. (Helius) stenorhynchus Alexander, 1954
- H. (Helius) stolidus Alexander, 1948
- H. (Helius) subanaemicus Alexander, 1964
- H. (Helius) subarcuarius Alexander, 1934
- H. (Helius) subfasciatus Alexander, 1924
- H. (Helius) submorosus (Alexander, 1921)
- H. (Helius) subobsoletus (Alexander, 1921)
- H. (Helius) subpauperculus Alexander, 1975
- H. (Helius) tantalus Alexander, 1967
- H. (Helius) tanyrhinus Alexander, 1964
- H. (Helius) taos Alexander, 1967
- H. (Helius) tenuirostris Alexander, 1924
- H. (Helius) tenuistylus Alexander, 1929
- H. (Helius) tetracradus Alexander, 1967
- H. (Helius) tienmuanus Alexander, 1940
- H. (Helius) tonaleah Theischinger, 1994
- H. (Helius) trianguliferus Alexander, 1931
- H. (Helius) tshinta Theischinger, 1994
- H. (Helius) unicolor (Brunetti, 1912)
- H. (Helius) uniformis (Alexander, 1914)
- H. (Helius) venustus (Skuse, 1890)
- H. (Helius) verticillatus Alexander, 1967
- H. (Helius) yindi Theischinger, 1994

### OndergeslachtIdiohelius
- H. (Idiohelius) melanolithus Alexander, 1953
- H. (Idiohelius) mirificus Alexander, 1953
- H. (Idiohelius) pentaneura Alexander, 1948

### OndergeslachtMammuthonasus
- H. (Mammuthonasus) allunga Theischinger, 1994

### OndergeslachtProhelius
- H. (Prohelius) dugaldi Alexander, 1945
- H. (Prohelius) edwardsianus Alexander, 1956
- H. (Prohelius) fulani Alexander, 1975

### OndergeslachtRhamphidina
- H. (Rhamphidina) camerounensis (Alexander, 1920)

### OndergeslachtRhamphidioides
- H. (Rhamphidioides) alluaudi (Riedel, 1914)
- H. (Rhamphidioides) venustissimus (Alexander, 1920)

### OndergeslachtRhampholimnobia
- H. (Rhampholimnobia) bigeminatus Alexander, 1962
- H. (Rhampholimnobia) brevinasus Alexander, 1934
- H. (Rhampholimnobia) deentoo Theischinger, 1994
- H. (Rhampholimnobia) diffusus Alexander, 1941
- H. (Rhampholimnobia) fenestratus Alexander, 1973
- H. (Rhampholimnobia) gracilirostris Alexander, 1962
- H. (Rhampholimnobia) guttulinus Alexander, 1960
- H. (Rhampholimnobia) japenensis Alexander, 1948
- H. (Rhampholimnobia) matilei Hynes, 1993
- H. (Rhampholimnobia) mesolineatus Alexander, 1962
- H. (Rhampholimnobia) nimbus Alexander, 1941
- H. (Rhampholimnobia) papuanus Alexander, 1934
- H. (Rhampholimnobia) reticularis (Alexander, 1915)
- H. (Rhampholimnobia) simulator Alexander, 1962
- H. (Rhampholimnobia) spinteris Alexander, 1960
- H. (Rhampholimnobia) subreticulatus Alexander, 1962

### OndergeslachtRhyncholimonia
- H. (Rhyncholimonia) dicroneurus Alexander, 1964
- H. flavus

Helius (Helius) flavus (Walker, 1856)